# 石狩データセンター
石狩データセンター（いしかりデータセンター）は北海道石狩市にある、さくらインターネットが2011年11月15日に稼働を開始したデータセンターである。
1・2号棟の設計・施工は大成建設、3号棟の設計・施工は鹿島建設。

## 概要
ソーシャルゲームが急速に広まったため、2011年の時点でサーバ不足、とくにサーバの置き場不足が深刻化していた。石狩データセンターの敷地面積は東京ドーム (単位)とほぼ同じ5万1000平方メートルで、さくらインターネット社長の田中はサーバーを「いくらでもすぐに増やせる」ことをメリットとして挙げている。1号棟の建設で着工から引き渡しまでにかかった期間は７ヶ月間である。2015年10月の時点で1号棟と2号棟が稼働しており、2015年10月には新たに３号棟の建設に着工、2016年冬に竣工した。3号棟の最大収容ラック数は1900ラックで、1号棟と2号棟を合わせると最大3000ラックになる。
本来、石狩データセンターは自社向けで、3年から4年ごとに一棟増設する考えだったが、東日本大震災によりDR（地方に設備を分散させて災害に備える）の需要が高まったため、元々モジュール構造だった同センターではコロケーションでの利用が増えている。2013年の時点で総ラック数のうちの半数、250ラックがコロケーションで貸し出している。そのためさくらインターネットの社員ですら入れないサーバールームがあったり、本来PUE値は1.11であるはずが、貸し出しているサーバールームはPUEが1.53であり、効率が下がっている。そもそも小さな単位で投資をするためにモジュール構造にしたのであり、このままコロケーションが急増し続ければ、大きい投資を最大公約数的にやった方が安くなってしまう、という課題があるため、田中と同社は今後コロケーションを極力使わない方向で検討している。
2015年8月には「さくらインターネット 石狩太陽光発電所」を建設し、直流のままデータセンターに送電している。2021年6月からは環境性に優れていることを理由に、電力会社を液化天然ガス火力発電を主体とする会社に変更した。
2014年からは、さくらインターネットが同じ石狩市で行われるライジング・サン・ロックフェスティバル会場内で無料の公衆無線LANサービスを提供している。ライブ会場とデータセンターが比較的近いことから、両者の間は無線LANブリッジで結んでいる。

## 石狩市に立てた理由
- 土地が広い
- 気温が低い
- 地震・津波・液状化などの災害リスクが低い
- 人口の多い札幌市に近いため、教育を受けた人材が探しやすい
- 石狩市が誘致を行っていた
- 石狩市には海底ケーブルの陸揚（りくあげ）局がある

などを、同社は理由として挙げている。とくに気温の低さによるエネルギー効率の良さは石狩データセンターの特徴の一つであり、外気冷却がほぼ一年中できる。2015年の時点で、石狩データセンターの消費電力は一般的な都市型データセンターよりも4割低い。

## 北海道胆振東部地震(2018年)
2018年9月6日午前3時7分ごろに発生した北海道胆振東部地震により、北海道電力から受けていた特別高圧送電が同日3時8分に停止、データセンター内の全商業電力を喪失した。UPS設備の切り替えの際に一部サーバーで障害が発生したが、非常用発電設備が稼働。備蓄している重油および燃料の追加手配等により、9月8日の14時5分に復電するまで約60時間運用を継続させた。最終的には1週間近い連続稼働まで視野に入れる状態にあった。さくらインターネットは2019年2月22日、北海道胆振東部地震による石狩データセンターへの影響も、従業員への人的被害もない、と発表した。